# Оккупация Венгрией Закарпатской Украины (1939)
Оккупация Венгрией Закарпатской Украины (в украинской историографии известна как Венгерско-украинская война) — вторжение венгерских войск в марте 1939 года на территорию бывшей чехословацкой автономии Карпатская Украина (Подкарпатская Русь), закончившееся её аннексией Королевством Венгрия. В ходе войны между венгерскими войсками и местными военизированными формированиями («Карпатская Сечь») Карпатской Украины, и чехословацкими войсками прошла череда кровопролитных столкновений. Война завершилась оккупацией и последующим присоединением к Королевству Венгрия территории Закарпатской Украины (Подкарпатской Руси).

## Предпосылки
После распада Австро-Венгерской империи Закарпатье вошло в состав Чехословакии. Окончательно статус территории был подтверждён Трианонским договором 1920 года. Договор лишил Венгрию 71,5 % её территории до войны. Страна была разделена между государствами, граничащими с тогдашним Королевством Венгрия (включая Чехословакию). Венгрии запрещалось иметь на вооружении авиацию, танки, тяжёлую артиллерию. Максимальная численность венгерской армии, которая могла формироваться только из добровольцев, не должна была превышать 35 тыс. человек. Военно-морской флот, в том числе корабли Дунайской флотилии, передавались союзникам. Венгрия сочла договор несправедливым и стремилась пересмотреть его. Результатом стал союз Венгрии и нацистской Германии.
Политическая ситуация, сложившаяся в Закарпатье в межвоенный период была сложной. Украинофилы во главе с Августином Волошиным желали автономии в рамках ЧСР. Русофилы, представленные Автономно-земледельческим союзом Андрея Бродия и Русской национально-автономной партией Степана Фенцика, которая ориентировалась на итальянских фашистов, поддерживали автономию в составе Венгрии. Объединённая Венгерская партия (около 10 % голосов) требовала возвращения в состав Венгрии, коммунисты (до 25 % голосов) хотели присоединения к советской Украине. Так, на выборах 1935 года 63 % голосов получили сторонники полной автономии, присоединения к Венгрии или Советской Украине и только 25 % сторонники Чехословакии. Против автономии выступали все чешские партии Карпатской Руси.
В 1938 году Венгрия воспользовавшись Судетским кризисом, начала навязывать территориальные требования Чехословакии. Согласно положениям Мюнхенского соглашения, заключённого 30 сентября 1938 года четырьмя великими державами (Великобритания, Германия, Италия и Франция), от чехословацкого правительства требовалось в трёхмесячный срок решить с Венгрией проблему принадлежности территорий исторической области Верхняя Венгрия с преимущественно венгерским населением — южных районов Словакии и Подкарпатской Руси, утраченных Венгрией в пользу Чехословакии в 1921 году по Трианонскому договору, подписанному по итогам Первой мировой войны.
Двусторонние чехословацко-венгерские переговоры, проходившие 9 — 13 октября в Комарно, закончились безрезультатно. 11 октября власти чехословацкой «автономной земли» Карпатской Украины получили самоуправление и 20 октября приняли резолюцию, поддержавшую проведение плебисцита по вопросу о вхождении этой территории в состав Венгрии. Однако спустя пять дней подкарпатский премьер-министр Андрей Бродий, представлявший русофильские круги, был арестован в Праге по обвинению в шпионаже в пользу Венгрии (при обыске у него нашли полмиллиона пенге — так называлась венгерская валюта с 1927 по 1946 год — наличными и письмо от регента Венгрии Миклоша Хорти с обещанием дворянского титула). Премьер-министром автономии стал украинофильски настроенный министр иностранных дел Августин Волошин, который согласился рассматривать лишь вопрос о передаче Венгрии территорий с преимущественно венгерским населением, но отверг идею плебисцита.

## Арбитраж
Глава венгерской делегации на переговорах в Комарно министр иностранных дел Венгрии Кальман Канья попросил подписантов Мюнхенского соглашения выступить судьями по проблеме размежевания. Так как Великобритания и Франция самоустранились, арбитрами стали германский министр иностранных дел Иоахим фон Риббентроп и итальянский министр иностранных дел Галеаццо Чиано. 29 октября Чехословакия и Венгрия официально выступили с предложением к Италии и Германии провести арбитраж, заранее соглашаясь с его результатами.
На прошедшем 2 ноября в Вене арбитраже в составе чехословацкой делегации, в числе прочих, готовились изложить свои точки зрения и представители Карпатской Украины (Волошин) и Словакии (Тисо), однако по инициативе Риббентропа им не дали слова, так как представляемые ими автономии не могли рассматриваться как третья сторона. По итогам Первого Венского арбитража Венгрии были переданы территории площадью 11 927 км², в том числе карпатоукраинские 1537 км². Венгры составляли от 57 до 84 % их населения — по чехословацкой и венгерской статистике, соответственно.
Карпатская Украина потеряла тогда два своих главных города — Ужгород и Мукачево, — а также все плодородные земли. 12 ноября они были включены в состав Венгрии постановлением парламента этой страны. Однако решения Первого Венского арбитража не удовлетворили и страну-приобретательницу, которая хотела бо́льшего: получить контроль над всей Словакией и всей Карпатской Украиной.

## Подготовка
Венгерское правительство активизировало переговоры с Польшей, которая давно подстрекала Венгрию к силовому захвату Карпатской Украины. Также продолжились переговоры с Италией, однако Галеаццо Чиано рекомендовал отказаться от планов по оккупации Подкарпатья; кроме того, Гитлер, недовольный сближением Венгрии и Польши, также предостерёг венгерское правительство от подобных действий.
Однако, несмотря на все эти предостережения, подготовка к вторжению продолжалась. На границе был сосредоточен только что отмобилизованный 6-й венгерский корпус. Одновременно Венгрия и Польша изолировали Карпатскую Украину от внешнего мира, нарушив телефонную, телеграфную и почтовую связь, а также установили экономическую блокаду. Через границу были переброшены венгерские и польские диверсанты. Между частями чешской армии и диверсантами начались боевые столкновения, причём чешским разведчикам удалось раскрыть принадлежность польских отрядов.
9 ноября, в связи с участившимися случаями венгерско-польских диверсий, правительством Закарпатья на основе политической партии «Украинское национальное объединение» (УНО) была создана организация народной обороны «Карпатская сечь» (ОНОКС) — хотя первые сечевые отряды появились ещё в начале 1930-х годов как обычные противопожарные и культурно-просветительские общества, аналогичные сформированным в соседней Галичине. Ведущую роль в ОНОКС играли члены Организации украинских националистов, нелегально перешедшие в Закарпатье через польско-чехословацкую границу, главным образом — из Галичины. Среди них был, в частности, будущий главнокомандующий Украинской повстанческой армии — Роман Шухевич. По инициативе последнего, 11 октября во львовском соборе святого Юра были проведены богослужения в честь Карпатской Украины, затем ОУН организовала манифестацию и многотысячное шествие по центру города с антипольскими и антивенгерскими лозунгами. Дело дошло до столкновений с польской полицией и студентами. Боевиками ОУН было осуществлено нападение на венгерское консульство во Львове.
Главным комендантом «Карпатской Сечи» был назначен бывший офицер австро-венгерской армии Дмитрий Климпуш, заместителем — бывший офицер чехословацкой армии И. Роман. Роман Шухевич (Щука) занял должность начальника штаба. 19 декабря он также был назначен представителем КЭ ОУН по делам Карпатской Украины. В конце января 1939 при МВД Карпатской Украины была создана референтура для дел Карпатской Сечи, процесс организационного оформления которой продолжался до 19 февраля.
18 ноября подготовка венгров к вторжению была закончена, была назначена дата вторжения — 20 ноября. Однако в ход событий вмешалась Германия. Немцы считали, что Чехословакия может оказать сопротивление, а немецкая армия не сможет оказать помощь венграм, и потому им было рекомендовано не предпринимать какие-либо акции из-за непредсказуемости их исхода. Военная интервенция была отменена, однако от своих планов в отношении Подкарпатья Венгрия не отказалась.
Августин Волошин прекрасно понимал, что Венгрия не оставит попыток оккупировать всё Закарпатье, поэтому действовал быстро и решительно, жестоко подавляя «Пятую колонну», используя тот факт, что чехословацкое правительство всё менее было способно контролировать ситуацию в Закарпатье. Новый премьер распорядился закрыть несколько оппозиционных газет и журнал «Тиса», и центр русофильского общества им. Духновича. 20 ноября 1938 года по указу Волошина начал действовать концлагерь Думен около Рахова, куда заключали реальных и мнимых «шпионов», а также москвофилов.
6 января 1939 года подготовка ко вторжению Венгрии в Закарпатье возобновилась, командующим операцией был назначен генерал Бидци. 19 января в Хуст, на тот момент столицу карпатской автономии, в сопровождении отряда бронемашин прибыл новый министр внутренних дел Карпатской Украины генерал Лев Прхала, назначенный президентом Чехословакии Эмилем Гахой без согласования с руководством автономии.
Премьер-министр Карпатской Украины Августин Волошин принял Льва Прхалу лишь в качестве генерала федеративной армии. Генералу было отказано в сотрудничестве, и была направлена нота на имя правительства Чехословацкой республики, при этом сам Прхала заявил Волошину, что не ожидал таких проблем, и пообещал лично обратиться к правительству с просьбой освободить его от должности министра.
В ответ на эти действия карпатоукраинского правительства из состава чехословацкого правительства был выведен представитель Карпатской Украины Юлиан Ревай и были подтверждены полномочия генерала Прхалы как командующего чехословацкой армией в Закарпатье; кроме того, в его руках сосредотачивалось управление по линии министерства внутренних дел, финансов и связи Карпатской Украины.
13 января 1939 Главная команда «Карпатской Сечи» выступила с обращением к правительству Чехословакии предоставить отделам Сечи оружие из запасов в окружных правительствах и судах и позволить закупить вооружение. После неудачной попытки получить оружие официальным путём, командование КС 19 января 1939 решило самовольно захватить его со складов чешской жандармерии в Хусте. Операция была проведена 4 февраля 1939. Однако её не реализовали полностью, и по просьбе Волошина сечевики вернули оружие.
20 января 1939 года правительство Августина Волошина запретило деятельность всех политических партий, кроме Украинского национального объединения, обвиняя их в сепаратизме. Однако на такой шаг местное население и Прага были не готовы. 6 февраля 1939 года правительство автономии уточнило, что разрешена деятельность 4-х партий: аграрной, национал-социалистической, социал-демократической и христианско-народной. Партия Волошина «Украинское народное объединение» (УНО), активно поддерживаемая ОУН, устранив политических конкурентов, с разгромом победила на выборах в сейм Карпатской Украины 12 февраля 1939 года, набрав 86,1 % голосов.
24 февраля 1939 года Венгрия присоединилась к антикоминтерновскому пакту, и Гитлер принял решение о возможности венгерской оккупации Карпатской Украины при условии соблюдения интересов Германии. Тот факт, что проходившая во исполнение решений арбитража делимитация новой чехословацко-венгерской границы к марту 1939 года определила только её словацкий участок, дал Венгрии основания приступить к оккупации оставшейся части Подкарпатской Украины сразу после провозглашения 14 марта 1939 года независимости Словакии (и, таким образом, ликвидации федеративной Чехо-Словакии как стороны, перед которой у Венгрии были обязательства).
К середине февраля отряды «Карпатской Сечи» в боях с венгерскими и польскими диверсантами взяли в плен 24 офицера, 62 подстаршины и более 200 рядовых диверсантов. В городе Великий Бычков на 25 февраля находилось в заключении 345 венгерских диверсантов.

## Силы сторон

### Венгрия
Подготовкой и всем ходом военной операции венгерской армии в Карпатской Украине непосредственно руководил начальник военного гарнизона в Ужгороде полковник генштаба Лайош Белди под покровительством командира 8-го корпуса (Кошице) генерал-лейтенанта Ференца Сомбатхеи. К операции кроме отмобилизованных частей 8-го венгерского корпуса были привлечены 1-я и 2-я конная, 2-я мотомеханизированная, 8-я, 9-я и 11-я пехотные бригады, несколько батальонов велосипедистов и пограничников общей численностью до 40 000 человек.
К боевым действиям также привлекли нерегулярные ультраправые парамилитарные формирования: "Рондьош гарды", "Собот Чопоток", Русская национальная гвардия чернорубашечников под командованием карпато-русского фашиста Стефана Фенцика (в общей сложности до 1-2 тыс. чел.), а также 200 немецких боевиков, бывших членов Судетско-немецкого фрайкора.

### Карпатская Украина
Что касается численности Карпатской Сечи, то сегодня приводятся данные о том, что её личный состав в феврале 1939 составил 10-15 тыс. зарегистрированных членов. Реально же военное обучение в рядах организации прошли около 2 тыс. человек. Именно они составили костяк Карпатской Сечи как военного формирования Карпатской Украины накануне венгерского вторжения. Кроме них, было примерно столько же боеспособных резервистов. После окончательной оккупации края небольшие партизанские группы «сечевиков», которые базировались преимущественно в горной местности, ещё несколько месяцев тревожили оккупантов.

### Чехословакия
В Закарпатье дислоцировалась 12-я чехословацкая дивизия под командованием генерала Олега Сватека. Именно она проводила оборонные бои на территории региона против наступающих венгерских войск, но только 14 марта до полудня, после чего из Праги был издал приказ об эвакуации чехословацких воинских частей и государственных служащих на территории Подкарпатской Руси.

## Военная помощь Карпатской Украине
Нехватка оружия была основной проблемой вооружённых сил Карпатской Украины. Согласно чехословацкому законодательству Карпатская Сечь не подпадала в категорию организаций, имеющих право на ношение оружия, но в декабре 1938 года чехословацкое правительство всё же пошло навстречу и выдало сечевикам несколько десятков единиц стрелкового оружия, преимущественно старых австро-венгерских пистолетов и винтовок системы Манлихера, но при условии, что бойцы Карпатской сечи будут помогать охранять границу и ловить вражеских диверсантов. Этого явно не хватало чтобы укомплектовать весь личный состав Карпатской Сечи, а идея полноценного вооружения вызвала возражение в чехословацком военном командовании.
В начале февраля 1939 года Августин Волошин обратился за помощью к украинской диаспоре на Западе. Ожидаемая помощь вскоре начала поступать. 19 февраля украинская диаспора Канады выслала $5200 на руки премьер-министра для развития «Карпатской Сечи». Поступали пожертвования от отдельных политических деятелей края, а также рядовых граждан. Всё, что Карпатская Сечь успела закупить за границей: около 200 револьверов, главным образом калибра 6,35, и три машинных пистоля с небольшим количеством патронов. Было ещё 10 ружей.

## Вторжение

### 12—14 марта

#### Приграничные бои
Окончательное решение о разделении Чехословакии Адольф Гитлер принял 6 марта 1939, а уже 12 марта, через своего посла в Берлине Дёме Стояи, Венгрия наконец получила «зелёный свет» на захват Закарпатья. Об этом решении была уведомлена и Италия. К занятию Закарпатья венгерскими войсками первоначально планировалось приступить 12 февраля 1939 года, поскольку это был день проведения выборов в местный Сейм, но немецкое правительство посоветовало венграм быть терпеливее, указав, что своевременно сообщат в Будапешт о времени начала нападения. Начальник венгерского генштаба Генрик Верт просил предоставить ему как минимум несколько дней на подготовку к вторжению, опасаясь встретить серьёзное сопротивление со стороны чехословацких войск. Согласно плану, 16 марта венграм нужно быть готовыми спровоцировать пограничные стычки и 18-го начать общее наступление. Однако такие сроки не устраивали и по требованию Германии вторжение было ускорено. Венгерский королевский совет, собравшийся 13 марта, приказал Верту быть готовым к операции в течение 12 часов.
До марта посол Германии в Праге несколько раз «рекомендовал» вооружённым силам Карпатской Украины сдаться и не воевать с союзником Третьего Рейха. Однако один из командиров «Карпатской Сечи» Михаил Колодзинский ответил на эти угрозы: «В словаре украинского националиста нет слова „капитуляция“».
6 января 1939 года произошла пограничная стычка у села Росвигово в пригороде Мукачево (сейчас — часть Мукачева) между чехословацкими и венгерскими войсками. Завершилась победой Чехословакии и кратковременным изгнанием венгерских войск из Росвигова. Инцидент во многих газетных изданиях начала 1939 года освещался как повод к полномасштабной войне между Венгрией и Чехословакией. Поэтому, после военных приготовлений, в ночь с 13 на 14 марта венгерская армия небольшими силами начала продвижение вглубь территории Карпатской Украины. Польша оказала венгерским войскам поддержку, отправив в Закарпатье через свою южную границу диверсионные отряды.
В 5 часов утра, 14 марта 1939 г. венгерские войска при поддержке иррегулярных сил атаковали чехословацкие позиции на отдельных участках демаркационной линии. Их боевые действия в этот день ещё не имели характера общего наступления, а скорее были пограничными столкновениями, определённой пробой сил.
Утреннее наступление венгерской кавалерийской бригады из Мукачево в направлении Свалявы преследовало цель разрезать 12-ю чехословацкую дивизию пополам и таким образом заставить её капитулировать. Но его успешно отразил первый батальон 36-го пехотного полка. Чехословацкие войска в ходе контратаки отбросили противника на исходные позиции, в дальнейшем препятствуя ему обойти себя с флангов. В результате ожесточённого сопротивления чехословацких сил все венгерские атаки на свалявском направлении оказались безуспешными.
12-я чехословацкая дивизия проводила позиционные оборонные бои против венгерских войск только до полудня, после чего по указанию из Праги была начата эвакуация чехословацких войск и государственных служащих с территории Подкарпатской Руси. Эвакуация производилась в трёх направлениях: западном — в Словакию, северном — в Польшу и юго-восточном — в Румынию.
Вечером президент Чехии Эмиль Гаха был уведомлен Гитлером о создании протектората Богемия и Моравия и в ночь с 14 на 15 марта немецкая армия оккупировала страну практически без сопротивления со стороны чехословацкой армии. Исключение составляет только 40-минутный бой роты капитана Карела Павлика в городе Мистек.

#### Бои чешской армии с Карпатской сечью в Хусте
Постоянные отказы чехословацкого правительства передать «сечевикам» оружие из чешских складов заставляли командование Сечи самостоятельно добывать оружие и боеприпасы для обеспечения обороноспособности нарождающегося государства. Поэтому, когда Военный штаб Карпатской сечи получил данные о возможности захватить оружие из состава чешской армии в Хусте, он 10 марта 1939 провёл заседание старшин, на котором было принято решение вооружить сечевиков Хустского гарнизона. Ночью 11 марта группа сечевиков во главе с Романом Шухевичем и Юрием Лопатинским похитили с оружейных складов около 100 винтовок, 40 пистолетов и 25 тыс. патронов. В ответ чешский генерал Лев Прхала выдвинул ультиматум автономному правительству с требованием вернуть оружие. Чтобы не обострять напряжённую ситуацию и не дать ей перерасти в вооружённый конфликт, премьер-министр Августин Волошин приказал начальнику украинской полиции сотнику Билею найти и вернуть оружие. На заседании старшин Сечи под руководством О. Кандыбы-«Ольжича» было принято решение выполнить приказ Волошина.
Поздно вечером 13 марта 1939 года после получения в Генштаб Карпатской Сечи известия о том, что венгерские войска в ближайшее время могут начать наступление на территорию Карпатской Украины, было решено отправить делегацию офицеров к премьеру Августину Волошину с просьбой о разрешении на выдачу оружия из состава чехословацкой жандармерии в Хусте для вооружения отделов сечевиков, которые планировалось отправить на фронт. Около 1 часов ночи 14 марта, после короткого разговора премьер согласился выдать письменный приказ коменданту чехо-словацкой жандармерии подполковнику Ваци о передаче оружия и боеприпасов сечевикам в помещении жандармерии. Пока делегация старшин несла приказ к начальнику чешской полиции, коменданту хустского гарнизона Степану Сулятицкому передали приказ об отправке 1-й булавной сотни в правительственное здание для получения оружия. Одновременно были заказаны грузовые машины для перевозки сечевиков на венгерский фронт.
Около 2:00 ночи делегация офицеров Карпатской Сечи подошла с приказом премьера Волошина к коменданту хустской жандармерии. Во время разбора оружия чешские жандармы собрали отряды возле правительственного дома (в нижней части здания автономного правительства Карпатской Украины размещалась чехословацкая жандармерия). Когда отряд сечевиков приблизился к дому, началась стрельба. Кто первым произвёл выстрел, на сегодняшний день установить невозможно. В схватке два сечевика и один чех получили ранения. На выстрелы чехов из пулемётов сечевики ответили огнём из револьверов и ружей и ворвались в дом правительства, вытеснив оттуда чехов. Инцидент был ликвидирован путём переговоров, после чего сечевикам выдали оружие (41 винтовка и 90 пистолетов с амуницией).
Около четырёх часов утра к коменданту «Карпатской Сечи» Ивану Роману поступил звонок от чешских офицеров, потребовавших вернуть оружие на склад. Комендант, сославшись на приказ Волошина, категорически отказался. В ответ генерал Лев Прхала приказал солдатам 45-го полка, дислоцировавшегося в Хусте, изъять оружие силой.
В 6:00 утра чехословацкие войска, в количестве 200 солдат, вооружённых шестью лёгкими танками LT vz.35, четырьмя бронемашинами Tatra vz. 30, тяжёлыми пушками, пулемётами и миномётами, атаковали главные здания сечевиков: кош, «Сечевую гостиницу», главную команду, «Женскую сечь» и «Летючу естраду». Руководство Карпатской Украины обратилось к чехам с призывом прекратить огонь, но ответа на предложение не последовало. Сечевики приступили к захвату складов с оружием, административных зданий и разоружению патрулей. Вооружённые стычки между сечевиками и чехословаками продолжались более 8 часов. На улицах Хуста появились баррикады, завязались уличные бои.
В то же время премьер-министр Волошин пытался урегулировать конфликт. Несколько попыток дозвониться до центрального правительства не увенчались успехом — Прага не отвечала. После телефонного разговора между премьер-министром Августином Волошиным и генералом Львом Прхалой на улицах установилось перемирие — чехословаки возвратились в казармы, а «Карпатская Сечь» разоружилась.
По данным разных источников, потери сечевиков составили от 40 до 150 убитыми и около 50 ранеными, потери чехословаков составили от 7 до 20 солдат и жандармов убитыми. За время противостояния между Сечью и чехословаками венгерские войска заняли три села в Мукачевском районе.

### Непризнанное государство
Утром 15 марта Августин Волошин провозгласил по радио независимость Карпатской Украины. Государственным флагом страны утверждался национальный сине-жёлтый флаг, а государственным гербом — сочетание краевого герба (медведь в левом красном полукруге и четыре синие и три желтых полосы в правом полукруге) с национальным (трезубцем Св. Владимира Великого) с крестом на среднем зубе. Волошин направил в Берлин Адольфу Гитлеру телеграмму, в которой просил взять страну под протекторат Германии. Однако Гитлер, не желавший ссориться с Миклошем Хорти, проигнорировал телеграмму. На повторное обращение правительства Волошина немецкое правительство отказало в поддержке и посоветовало не оказывать сопротивления венгерским войскам. В этот же день венгерское правительство направило в Хуст своего парламентёра с предложением разоружиться и мирно войти в состав Венгрии. Волошин ответил отказом, заявив, что «Карпатская Украина — мирное государство и хочет жить в мире с соседями, но в случае необходимости даст отпор любому агрессору». В Закарпатье была объявлена мобилизация. За один день в КС записались около 3 тыс. добровольцев. В Хусте более тысячи хотели отправиться на фронт, но из-за нехватки оружия остались.
После неудачи с получения протектората от Германии правительство Августина Волошина апеллировало к правительствам демократических государств, в частности США, Великобритании, Франции и Югославии, с просьбой вмешаться и заставить Венгрию прекратить свою агрессию против Карпатской Украины. Однако ни одна страна из них не ответила. На тот момент венгерские войска захватили уже более 100 населённых пунктов Карпатской Украины.
Осознавая недостаток достаточных военных сил для защиты столицы края, правительство вечером 15 марта объявило эвакуацию государственных и министерских учреждений из Хуста. Волошин со своим ближайшим окружением через Тячев добрался до румынской границы в районе Великого Бочкова. Сначала правительство не планировало эмигрировать заграницу, а хотело перенести сюда свою резиденцию, туда планировало также перебраться командование Национальной Обороны. Однако в условиях поспешного наступления венгерских войск и захвата тыла венгерскими диверсионными группами этот план потерпел неудачу. Уже перейдя границу в Мараморош-Сигете, президент Волошин в обратился в Бухарест с просьбой предоставить приказ румынской армии перейти на территорию Карпатской Украины и обеспечить защиту румынского и украинского населения от венгров. Однако Румыния отклонила это предложение, не желая втягиваться в конфликт со своим соседом. Пытаясь уберечь местное население от неизбежных репрессий Венгрии, президент Карпатской Украины отчаянно искал путей для урегулирования военного конфликта дипломатическими средствами. Из Румынии он перебрался в Югославию, а затем через Вену в оккупированную гитлеровцами Прагу, где был назначен ректором местного Украинского свободного университета, и пробыл там до 1945 года.

### Венгерское наступление 15—17 марта
Вечером 15 марта венгерские войска предприняли общее наступление по четырём направлениям: Ужгород — Перечин — Ужок; Ужгород — Свалява — Лавочное; Мукачево — Иршава — Кушница; Королёво — Хуст — Ясиня — Воловое. Утром 15 марта в Торуни около 250 польских диверсантов перешли границу, но местный гарнизон «сечевиков» разоружил жандармское отделение и отступающие подразделения чехословацкой армии.
«Карпатская Сечь», пополнившая свой состав добровольцами, в основном из числа местных жителей, демобилизованных из чехословацкой армии, и имевшая в своём составе 10—12 тыс. плохо вооружённых бойцов, попыталась оказать сопротивление венгерской армии. Основной удар венгры нанесли по линии Ужгород — Перечин, стараясь этим отрезать Карпатскую Украину от Словакии. Венгры натолкнулись на сильное сопротивление у села Горонда, где сотня «сечевиков» М. Стойка удерживала оборону на протяжении 16 часов.
Тяжёлые бои шли за города Хуст и Севлюш, где оборону сначала удерживал 2-й батальон чехословацкого 45-го пехотного полка во взаимодействии с подразделениями хустского батальона StOS и финансовой стражи, к которым впоследствии присоединились сечевики. Оборона Севлюша и его окрестностей чехословацкими войсками не была организованной: подразделения часто действовали самостоятельно без должной координации, порой даже сами требовали от высшего командования приказов о боевых действиях. Лишь утром 15 марта 1939 г. чехословацкое командование бросило в контратаку между Фанчиково и Севлюшем два бронеавтомобиля Tatra vz. 30 и два лёгких танка LT vz. 35, которые в это время возвращались из парада в Советском Союзе через Румынию. Впрочем, венграм удалось подбить один чешский танк из противотанковых пушек и после 14 часов непрерывных боёв вынудили чехословацкие войска к отступлению. В это время за организацию обороны Севлюша взялись карпатские сечевики вместе со студенческой молодёжью тамошней учительской семинарии во главе с поручиком И. Чучкой. Действуя совместно с чехословацкими войсками, они отразили первое наступление гонведов на город. Под натиском значительно превосходящих сил противника, который использовал для наступления бронетехнику, самолёты, пушки и тяжёлые пулемёты, сечевики были вынуждены отступить в Великую Копань. 24-й венгерский пограничный батальон — главная ударная сила гонведов на этом направлении, во время наступления в секторе шириной 66 км, в первый день боёв потерял 20 убитых и 21 раненых. Чехословацкие и украинские потери на хустском направлении в этот день составили 11 убитых и 50 раненых. После полудня 15 марта 1939 г. командир чехословацкого 45-го пехотного полка получил приказ об отступлении на территорию Румынии, в результате чего войска должны были перейти к тактике отступающего боя. Оборона на восточном направлении переходила теперь полностью в руки вновь сформировавшихся войск Карпатской Украины.
Наиболее кровопролитным стал бой на подступах к Хусту, на так называемом Красном поле — участке между Великой Копаней и Рокосовым с 10 до 14 часов 16 марта. После короткого получасового боя сечевики под сильным артиллерийским обстрелом вынуждены были отступить к железнодорожной станции на окраине Великой Копани и оттуда вести огонь из стрелкового оружия по позициям противника. В 12 часов, 16 марта 1939 г. защитники вместе с прибывшей из Хуста сотней перешли в контратаку, пытаясь восстановить контроль над Великой Копаней. Однако очень быстро были остановлены мощным артиллерийским и миномётным огнем противника, понеся при этом значительные потери. В 14 часов наступление венгерских войск усилилось, что заставило сечевиков под командованием И. Чучки и Я. Голоты с боями отступать вдоль железнодорожного пути и реки Тиса в направлении Хуста. Для распыления сил защитников на Красном поле венгры использовали разведывательную авиацию, которая залетая в тыл, поливала сечевые отделы пулемётным огнем, создавая замешательство в их рядах. По данным венгерских архивов, в этом бою со стороны «сечевиков» погибло 230 человек, а с венгерской — 160. Сопротивление «сечевиков» грозило затягиванием боевых действий, но на помощь венграм пришли поляки, начавшие своё наступление от Ужоцкого перевала.
Утром 16 марта, спустя сутки после провозглашения независимости, правительство Карпатской Украины покинуло Хуст, направившись в сторону румынской границы, а спустя пару часов венгерские войска предприняли штурм столицы бывшей автономии, в котором приняли участие 24-й венгерский батальон пограничников и 12-й самокатный батальон, также активно использовалась авиация и противотанковые орудия. Венграм противостояло более 3 тыс. «сечевиков», имевших на вооружении 12 единиц бронетехники, захваченной ранее у чехословаков. К 16 часам дня под нажимом превосходящих сил противника «сечевики» были вынуждены отступить из города. Те кто не успел отступить с главными силами, организовали в городе спорадическое сопротивление, обстреливая новых хозяев Хуста с крыш домов и уличных перекрестков. Поздним вечером 16 марта 1939 г. 24-й венгерский пограничный батальон вступил в Тячев.
17 марта венгерские войска взяли Рахов, Ясиню и Буштыно.

## Завершение кампании
К вечеру 17 марта (по другим данным, к 18 марта) вся территория Закарпатья оказалась оккупирована венграми. 18 марта (после взятия Воловца — последнего населённого пункта, удерживавшегося «сечевиками») венгерские войска взяли под контроль всю Закарпатскую Украину и вышли на всём протяжении к границам с Польшей и Румынией. Организованное сопротивление прекратилось, хотя отдельные подразделения «Карпатской Сечи» продолжали борьбу в партизанских отрядах ещё в течение трёх недель, а в районе Воловца и Рахова — до января 1940 года.
Боевые потери сторон в ходе вторжения составили:
- «Сечевики»: 430 убитых, более 400 раненых, около 750 пленных.
- Венгерская армия: 197 убитых, 534 раненых. Официальные венгерские данные: 72 убитых, 163 раненых, 4 пропало без вести, 2 пленных.
- Чехословацкая армия: 40 убитых и 120 раненых[6].

Совокупные потери «сечевиков», по разным данным, составили от 2 до 6,5 тысяч человек. Разница объясняется тем, что большинство из них погибло не в столкновениях с регулярными венгерскими частями, а в результате зачисток и расстрелов пленных. К этому приложило руку и местное венгерское население, вооружившееся оставленным чехословаками оружием: оно начало охотиться за группами «сечевиков» и убивать их на месте без суда и разбирательства.
Кроме того, «сечевики», сдававшиеся полякам, расстреливались на месте, причём выходцы из Галиции, которые задерживались венграми в Закарпатье, передавались польской погранслужбе. После непродолжительного марша вглубь польской территории сечевиков заперли в подвале казармы, а на следующий день, до захода солнца они были расстреляны у сёл Новая Ростока и Вербяжье. Отошедшая в Румынию часть бойцов «Карпатской Сечи» была разоружена, ограблена местным населением и выдана венграм. Так, 18 марта румынские власти передали Венгрии 273 сечевиков и 10 старшин, среди которых 6 человек были членами Генерального штаба. Большинство националистов венгерские власти после тяжелейших издевательств помещали в концлагерь близ города Ньиредьхаза. Здесь содержались рядовые «сечевики», писатели, журналисты и другие представители украинской интеллигенции, а также коммунисты.
По-разному сложилась дальнейшая судьба командиров «Карпатской Сечи». Главнокомандующий «сечевиков» Дмитрий Климпуш и его братья четыре месяца скрывались от венгерских властей в горах на нелегальном положении. Узнав об их убежище, венгерские спецслужбы направили к ним своего эмиссара, который убедил братьев выйти из подполья и затем отвёз их в Будапешт. Позднее братьев Климпушей выпустили на лечение в Словакию, по окончании которого они возвратились в оккупированное Закарпатье, где с них потребовали подписку о не выезде. Другим повезло меньше. Среди погибших командиров были видные идеологи украинского национализма: автор украинской военной доктрины Михаил Колодзинский и автор 44-х правил жизни украинского националиста Зеннон Коссак, а также многие активисты КЭ ОУН из Галиции. По некоторым данным, они были захвачены в плен и расстреляны венграми после длительных пыток. Венграми также были расстреляны и бывшие депутаты Сейма Карпатской Украины Иван Грига и Василий Лацанич. Некоторым всё же удалось спастись. Например, Роман Шухевич, оказавшись в Румынии, избежал плена и вскоре смог добраться до Югославии.
За первые два месяца после вторжения на работу и последующей оккупации в Венгрию было угнано 59 377 жителей Закарпатья, в Германию — 686 человек. В официальной ноте СССР Германии от 18 марта 1939 года по поводу ликвидации Чехословакии, в частности, констатировалось, что «действия германского правительства послужили сигналом к грубому вторжению венгерских войск в Карпатскую Русь и нарушению элементарных прав её населения».
Известно, что и Румыния имела определённые территориальные претензии к Закарпатью; во время венгерского вторжения польское правительство предлагало Румынии немедленно оккупировать те территории Карпатской Украины, на которые она претендовала, и тем самым обеспечить за собой положительный исход при окончательном решении проблемы. Но румынское правительство не хотело идти на этот риск, не зная, какова будет в конечном счёте позиция Германии по поводу Карпатской Украины. Румыния готова была оккупировать отдельные части Закарпатья, если бы в этом приняла участие и Польша, но польская сторона готова была поддерживать Румынию только дипломатическим путём и не соглашалась на участие в потенциальном вооружённом конфликте. В течение последующих дней шёл интенсивный обмен шифрованными телеграммами между соседями Карпатской Украины. Польша предлагала Венгрии пойти на территориальные уступки Румынии, а Венгрия обещала обсудить претензии Румынии, но после полной оккупации Карпатской Украины. Однако после оккупации венгерскими войсками всей территории Карпатской Украины просьба румынского правительства (чтобы венгерские войска не пересекали линию восточнее Хуста — Березны — Быстрой — Вышкова до окончательного урегулирования её пожелания на этой территории) стала беспредметной, хотя Румыния всё же надеялась, что её притязания будут урегулированы дипломатическим путём при поддержке Польши. В конечном счёте, Венгрия заявила, что готова лишь обсуждать использование румынами железной дороги Лонка — Ясиня.
Уже 23 марта Венгрия начала здесь новую войну. На этот раз против Словакии. В результате этих событий венграми была захвачено много районов юга Словацкой республики. Эти территории были возвращены в состав Словакии после Второй Мировой войны, однако самая восточная часть (над рекой Уж) осталась в пользу УССР (в составе СССР) по старому, венгерскому оккупационному кордону.

## Последующие события
После случившегося Августин Волошин сумел эвакуироваться в Югославию, затем поселился в Праге, где его арестует НКВД в 1945 году. Однако многие его подчинённые в период Второй Мировой войны сделали карьеру в вермахте, оккупационной полиции и коллаборационистских органах самоуправления, поскольку рассматривали в немцах естественных союзников против Польши и СССР. Известны контакты самого Волошина с руководством нацистской Германии. После нападения Германии на СССР Волошин обратился к Гитлеру с письмом, предлагая себя на пост президента занятой немецкой армией Украины. Но у Гитлера были иные планы.
В горных районах Карпатской Украины уцелевшие мелкие группы «сечевиков» продолжали партизанскую борьбу с венгерскими регулярными частями ещё несколько месяцев. В результате венгерских репрессий украинское националистическое движение на Закарпатье было окончательно подавлено в 1942 году. 15 марта 1941 году на Замковой горе в Хусте произошёл инцидент: местные закарпатские оуновцы в память о второй годовщине провозглашения независимости Карпатской Украины вместо венгерского триколора вывесили современный сине-жёлтый флаг Украины и установили мемориальный крест в память о погибших карпатских сечевиках на Красном поле возле села Великая Копаня с надписью «Борцам за волю Украины». Венгерская жандармерия и контрразведка, воспользовавшись инцидентом, решили полностью покончить с оуновским подпольем в регионе. Во время облав до второй половины 1942 года на Закарпатье было арестовано 163 оуновца. Все они предстанут перед военным трибуналом в Ковнеровском дворце вблизи Мукачева в 20-х числах июля 1942 года и получат различные сроки заключения.
В современной украинской историографии трагедия Карпатской Украины отмечается как символ храбрости и первого массового сопротивления гитлеровской экспансии в Европе. Несмотря на несомненный героизм сопротивлявшихся рядовых «сечевиков», в среде украинской эмиграции при объяснении столь быстрого поражения позже всплывала, в том числе, и «немецкая тема»: «Карпатская Сечь» создавалась при содействии Германии, и затем её руководящие кадры (в основном члены Организации украинских националистов) были трудоустроены на оккупированных Рейхом землях. Контакты ОУН с Абвером в межвоенный период, которые активно развивались, ещё со времён Веймарской республики с меньшей степенью интенсивности продолжались и во время Чехословацкого кризиса. По данным ряда историков известно, что с момента формирования Карпатской Сечи, Рико Ярый тайно пытался договориться о поставке сечевикам оружия, боеприпасов и униформы со складов бывшей австро-венгерской армии, однако успеха не достиг. Но, как отмечает доктор исторических наук Александр Шубин, данных о прямых указаниях из Берлина проиграть войну венграм не обнаружено.
Вторжение Венгрии в Карпатскую Украину на некоторое время вызвало обострение в отношениях ОУН со спецслужбами Третьего рейха. По мнению донецкого историка Алексея Мартынова Гитлер даже приказал прекратить финансирование ОУН, но сотрудничество украинских националистов с абвером не прекратилось. Уже в середине апреля 1939 года Берлину удалось заверить руководство ОУН в неизменности политики Рейха по отношению к украинцам и поддержке их стремления к самостоятельности. По ходатайству немецких дипломатов венгры выпустили из плена несколько сот украинских националистов. Вышедшие из венгерских лагерей оуновцы, а также их товарищи, проживавшие в Европе на легальном положении, в начале июля 1939 года вошли в Украинский легион, создававшийся под руководством полковника Романа Сушко, и в сентябре приняли участие в польской кампании вермахта. Легиону ставилась задача поднять антипольское восстание на Западной Украине перед немецким вторжением в Польшу. Немецкое командование всерьёз рассматривало возможность создания независимого украинского государства на территории Западной Украины. Однако за несколько дней до вторжения ситуация в корне изменилась: после заключения пакта Молотова — Риббентропа немцы больше не беспокоились о Западной Украине. Согласно секретному приложению к договору, эта территория вошла в сферу интересов СССР, и Третий рейх не хотел портить отношения с новым союзником. С 1941 года многие сечевики (тот же Роман Шухевич) служили в частях абвера вроде батальона «Нахтигаль» и вспомогательной полиции во время вторжения в СССР.
В результате репрессий немецких властей в конце 1941 — начале 1942 года, были арестованы и казнены некоторые бывшие деятели Карпатской Сечи, к примеру, в Бабьем Яру был расстрелян секретарь Волошина — Иван Рогач. Многие из оставшихся в живых перешли в подполье (УПА), среди них — Роман Шухевич.
Командир Карпатской Сечи — Дмитрий Климпуш в 1944 был арестован органами «СМЕРШ» 18-й армии и был направлен в рабочий лагерь в городе Енакиево Донецкой области на шахты. После работы на шахтах Климпуш по болезни был освобождён и выехал на свою родину, где устроился бухгалтером леспромхоза. В 1947 году он был повторно арестован. На этот раз в вину ему поставили членство в УВО, товариществе «Просвита», организацию ОНОКС и шпионаж. После вынесения приговора Климпуш 8 лет содержался в исправительно-трудовом лагере в Иркутской области. Реабилитированы братья Иван, Дмитрий и Василий Климпуши были лишь в 1993 году.
После окончания Второй Мировой войны символика, военная форма Карпатской Украины и её элементы (в частности, головной убор) использовались активистами украинских националистических организаций.
В 1969 году для награждения бывших участников «Карпатской Сечи» организацией украинских эмигрантов «Братство Карпатских Сечевиков» был выпущен «крест карпатских сечевиков».

## Оценки
В современной украинской националистической историографии, как уже было сказано раньше, украинские националисты из организации «Карпатская Сечь» изображаются первой силой Европы, которые не смирились с аннексией, и первые выступили с боями, защищая свою родную землю в борьбе с союзником Третьего Рейха. Однако противники их героизации приводят другую информацию. Правительство Августина Волошина и особенно члены ОУН, которые прибывали в Закарпатье и формировали отряды КС, занимали чёткую прогерманскую позицию, как члены Судетско-немецкой партии Конрада Генляйна или Глинковской Словацкой народной партии (ГСНП). В этот период эмиссары Волошина и ОУН активно посещали немецкий МИД и аппарат Розенберга, ища поддержки. Эти люди, в том числе Рико Ярый, передавали немцам проекты создания независимого украинского государства на Закарпатье. Показателен ещё тот факт, что произошло после Венского арбитража, когда часть тогдашней словацкой части Чехословакии передали Хорти. В период с 1 ноября 1938 по 12 января 1939 было зафиксировано 22 пограничные стычки между Венгрией и Словакией.
Темой исторический дискуссий является вопрос, какой могло бы выглядеть государство под названием Карпатская Украина, если бы оно не было уничтожено при содействии Гитлера в марте 1939 года. По мнению украинского историка Александра Зайцева, Карпатская Украина бы была похожа на тот режим, который образовался в Словакии в октябре 1938 года и просуществовал до весны 1945 года. Если проводить исторические параллели, то по мнению Зайцева пример именно Словакии очень схож с судьбой Закарпатья. ГСНП во главе с Андреем Глинкой в межвоенный период активно сотрудничала с ОУН, в идеологических аспектах имела много общего с итальянским фашизмом и австрофашизмом.

### Цитаты
[Линия Гитлера] будет примерно та же, что и в случае с Чехословакией. Сначала рост национализма, вспышки, восстания украинского населения, а затем «освобождение» Украины под лозунгом «самоопределения».
— Горас Джон Вильсон, советник премьер-министра Великобритании Невилла Чемберлена,
в беседе с послом СССР в Лондоне Иваном Майским.

В это время наша молодёжь… и наша старшая общественность… свято верили, что мы — союзник Германии, и что Германия решилась на большую европейскую войну, чтобы нам освободить Украину. Старшая общественность и молодёжь верили, что на рождественские праздники будем во Львове, а на Пасху в Киеве.
— В. Бирчак, активист Украинского национального объединения (Карпатская Украина).

Деятели этой [англо-французской и североамериканской] прессы до хрипоты кричали, что немцы идут на Советскую Украину, что они имеют теперь в руках так называемую Карпатскую Украину, насчитывающую около 700 тысяч населения, что немцы не далее как весной этого года присоединят Советскую Украину, имеющую более 30 миллионов населения, к так называемой Карпатской Украине. Похоже на то, что этот подозрительный шум имел своей целью поднять ярость Советского Союза против Германии, отравить атмосферу и спровоцировать конфликт с Германией без видимых на то оснований.
— Из доклада Иосифа Сталина на XVIII съезде ВКП(б)

Карпатскую Украину Гитлер подарил венгерским палачам. Сделано это было, если не с явного одобрения Москвы, то во всяком случае в расчёте на такое одобрение. Гитлер как бы говорит Сталину: «Если б я собирался атаковать завтра Советскую Украину, я бы сохранил Карпатскую Украину в своих руках». В виде ответа Сталин на 18-м съезде открыто взял под свою защиту Гитлера от клеветы западных «демократий». Гитлер покушается на Украину? Ничего подобного! Воевать с Гитлером? Ни малейших оснований! Передача Карпатской Украины в руки Венгрии явно истолковывается Сталиным как акт миролюбия.
— Лев Троцкий. Бюллетень оппозиции. 1939. # 77-78. С. 3, 5-6.

Отношения доверия, возникшие в результате этого сотрудничества между задействованными немцами и украинцами, уже год спустя подверглись тяжёлому испытанию. В особенности оттого, что Гитлер в 1939 году решил отдать украинскую часть Карпат Венгрии. Украинские партнёры были этим глубоко разочарованы. Вскоре после этого им пришлось пережить ещё более неприятное. Как только 23 августа 1939 года был заключён германо-советский договор о дружбе, Гитлер запретил абверу какие-либо контакты с ОУН. Абверу строго запрещалась и какая-либо финансовая поддержка украинской организации… После того как Гитлер запретил абверу сотрудничество с ОУН, сотрудники японской секретной службы перехватили тайные контакты с украинцами. Японцы как партнёры германско-японского антикоминтерновского пакта 1936 года были не менее озадачены и ошеломлены заключением германо-советского пакта о дружбе, нежели украинцы, состоящие в контакте с абвером. Тем временем заключение германо-советского пакта о ненападении ничего не изменило в дружественных отношениях между абвером и японской секретной службой. Японские специалисты ещё до того, как они подхватили у абвера украинских доверенных лиц, налаживали контакты с белорусами в Германии, оказывавшими им помощь в изготовлении антикоммунистических пропагандистских материалов. Японцы финансировали взятых под опеку украинских доверенных лиц в том же объёме, что раньше абвер. Это было очень важно"
— Оскар Райле. Тайная война. Секретные операции Абвера на Западе и Востоке (1921-1945)– С.106-107

## В искусстве
Фильмы:
- Документальный фильм «Карпатская Украина[укр.]» (1942 год), США. Режиссёр — Каленык Лысюк[укр.];
- Документальный фильм «Серебряная Земля. Хроника Карпатской Украины 1919—1939[укр.]» (2012 год), Украина. Режиссёр — Тарас Химич[укр.].

## Увековечивание памяти в Украине
В Украине в период с 1991 года появилось большое количество популярных и научно-популярных фильмов и публикаций, в которых КС изображалась в героическом спектре.
По контенту эти фильмы были очень похожи на первый агиографический фильм о КУ, снятый и подготовлен в 1939—1942 гг. Калеником Лысюком. К формированию такой мемориальной культуры сейчас прикладывает руку Украинский институт национальной памяти (УИНП). Так в выданных этим институтом «Методических материалах к годовщине провозглашения независимости Карпатской Украины в марте 1939 года» говорится: «1. Украинцы на Закарпатье были первым в межвоенной Европе народом, который не смирился с аннексией, а с оружием в руках встал на защиту своей свободы от агрессии соседних государств. 2. Непосредственно перед началом и в течение всей Второй мировой войны украинские земли находились в эпицентре событий. При отсутствии собственного государства украинцы часто были вынуждены воевать за чужие интересы. Поэтому Вторая мировая стала одной из величайших трагедий в Украине в XX веке. Только в структурах украинского освободительного движения, в частности в Карпатской сечи и Украинской повстанческой армии, они имели возможность бороться за независимость. 3. Карпатская Украина — важный этап развития украинского освободительного движения, пример стремления украинского к развитию собственной государственности даже в неблагоприятных внешнеполитических условиях».
В марте 2002 года вышел указ Президента Украины Леонида Кучмы о присвоении звания Героя Украины президенту КУ Волошину посмертно. Этот указ объявил глава Администрации президента, лидер блока «За единую Украину» Владимир Литвин. Но особенно активно используют нарратив КУ именно праворадикальные партии. Так лидер Всеукраинского объединения «Свобода» Олег Тягнибок в марте 2012 года заявил на месте расстрела венграми солдат Карпатской Сечи «Мы с вами пришли сюда, на этот перевал, для того, чтобы склонить низко головы перед памятью героев украинских, украинских карпатских сечевых стрельцов, положили свои головы, чтобы мы сегодня могли жить в украинском государстве, чтобы мы могли говорить на своём родном украинском языке, чтобы мы имели свою конституцию, чтобы мы имели свои границы». Позже активистами этой партии во время войны в Донбассе был даже сформирован батальон, получивший название «Карпатская Сечь» и просуществовавший до апреля 2016.
Согласно закону «О правовом статусе и памяти борцов за независимость Украины в XX веке», который был подписан президентом Украины Петром Порошенко 8 апреля 2015, "органы власти Карпатской Украины (Подкарпатской Руси), включая, в частности, Сейм Карпатской Украины правительство Карпатской Украины, министерства Карпатской Украины, местные органы власти Карпатской Украины, Президента Карпатской Украины «и» Организация народной обороны «Карпатская Сечь» признавались «участниками борьбы за независимость Украины в XX веке».